# Liste der Kulturdenkmale in Gönnebek
In der Liste der Kulturdenkmale in Gönnebek sind alle Kulturdenkmale der schleswig-holsteinischen Gemeinde Gönnebek (Kreis Segeberg) aufgelistet (Stand: 14. April 2025).

## Legende
In den Spalten befinden sich folgende Informationen:
- Objekt-ID: die Nummer des Kulturdenkmales
- Lage: die Adresse des Kulturdenkmales und die geographischen Koordinaten. Kartenansicht, um Koordinaten zu setzen. In der Kartenansicht sind Kulturdenkmale ohne Koordinaten mit einem roten Marker dargestellt und können in der Karte gesetzt werden. Kulturdenkmale ohne Bild sind mit einem blauen Marker gekennzeichnet, Kulturdenkmale mit Bild mit einem grünen Marker.
- Offizielle Bezeichnung: Bezeichnung des Kulturdenkmales
- Beschreibung: die Beschreibung des Kulturdenkmales
- Bild: ein Bild des Kulturdenkmales

## Gründenkmale
| Objekt-ID      | Lage                                    | Offizielle Bezeichnung | Beschreibung | Bild            |
| -------------- | --------------------------------------- | ---------------------- | --- | --------------- |
| 24676 Wikidata | Dorfanger (54° 2′ 57″ N, 10° 10′ 36″ O) | Dorfanger              | Der Dorfanger Gönnebek geht im Kern auf das späte Mittelalter zurück. Es handelt sich um einen länglichen Platz in Ost-West-Richtung, in der Mitte des Dorfes. Auf dem Platz befindet sich ein Teich, eine Doppeleiche mit Gedenkstein, zwei Findlinge als Ehrenmal für die Gefallenen beider Weltkriege sowie ein umfangreicher Altbaumbestand in Form von Alleen und Baumreihen. - Begründung: geschichtlich, städtebaulich, Kulturlandschaft prägend - Schutzumfang: Dorfanger, Ehrenmal für die Gefallenen beider Weltkriege, Doppeleiche mit Gedenkstein, Teich, Altbaumbestand - Denkmaltyp: Gründenkmal | Fotos hochladen |